# Tabaré Arapí
Tabaré Petronio Arapí (La Paz, Canelones, 29 de junio de 1944) cantante, compositor, escritor, profesor de historia y conductor radial y  televisivo uruguayo. Su estilo musical se caracteriza por adaptar a ritmos y estilos contemporáneos, modos tradicionales del folklore uruguayo.

## Biografía
En 1968 comienza su producción artística con la creación de cuentos y canciones.
En 1976 y con el acompañamiento musical de Hilario Pérez, Ronald Rivero, Hugo de León graba para el sello Eco su primer disco, titulado "A su luna a sus canteras".
Editó su primer larga duración en 1982 para el sello Sondor. Este disco contó con el apoyo instrumental de Yamandú Pérez, Eduardo Larbanois, René Marino Rivero, Oscar Damián y Jorge Galemire.
Su carrera como conductor radial comienza en 1984 en el programa "Compromiso con el canto" en la radio CX147 llamada en ese momento “Canelones en el Éter” (actualmente Radio Cristal).
Al año siguiente graba "Nuestra luz" junto a Yamandú Palacios. En el mismo participaron los músicos Fernando Ulivi, Carlos D'Aponte, Mario Chilindrón, Sergio Faluottico, Fernando Hernández y Eduardo Romaniello.
En 1987 graba el fonograma "Hoy le quiero cantar" con el acompañamiento de Los del pueblo, para el sello Amanecer. Ese año también conduce el programa "Buenas noches Canelones" para la radio CX46 "Radio Progreso".
Edita su álbum "La bailarata" en 1990, con la participación instrumental del Carlos Rodríguez Rivero, Pichu Martínez, Hugo de León y Ruben Laner y la dirección de Alfredo Fernández.
Entre el año 1995 y 2000 trabaja como conductor del programa "Algo se mueve" en la radio "FM del Molino" de Pando. En esos años graba sucesivamente los álbumes "Amigo yo soy cantor", "Repasata" y "Canarios y Cía". Este último fue editado por Ayuí / Tacuabé y contó con el apoyo del Fonam, la Intendencia Municipal de Montevideo y la Intendencia Municipal de Canelones. En 1998 incursiona en la conducción televisiva junto a Raúl Legnani, en el programa "Vamos a ver" del Canal Cable 11 de Las Piedras. Repite su trabajo como conductor en el 2000 en el programa "Canarios Queridos", esta vez junto a Andrea Russi. Ese mismo año recibe el premio Tabaré del diario La República.
En el 2001 condujo el programa radial "Desde la raíz", el cual llegó a distintos puntos del Uruguay al ser transmitido por 50 emisoras desde los estudios del sello Sondor. Ese año, al cumplirse los 25 años de su trayectoria artística edita el disco "Estampas de pueblo", disco que fue presentado en el Centro Social La Paz por sus músicos: Pablo Cabrera, Mario Piñeiro y Alfredo Fernández.
En el año 2004 graba para el sello Sondor su Cd "En la Noche Alta" con los músicos Pablo Cabrera en guitarras y bajo, Edison Martínez en guitarras rítmicas y la dirección artística del disco, y Richard Parada en percusión.
En el 2006 para el sello Sondor nuevamente grabará "Mariposas Azules", con una amplia aceptación de la crítica y con la misma base 
instrumental pero con músicos invitados: Pablo Cabrera como primera 
guitarra, Edison Martínez como guitarra rítmica, Richard Parada en 
percusión, y los coros de Cecilia Leyes, sumándose Edgardo Muscarelli en teclados, Alfredo Fernández en Bajo, la Murga La Mojigata y la 
interpretación de tres temas de la autoría de Arapí por: Edison Martínez 
(acompañado por A. Vaz en bandoneón y los coros de Cecilia Leyes), el dúo Alma Sureña (integrado por Alexis Díaz y Diego Lanzavieca) y Pablo 
Cabrera (acompañado por A. Vaz en bandoneón, Pablo Stanisich en 
percusión y los coros de Heber Rodríguez, Carlos Alberto Rodríguez y Maorik Techeira). El disco cuenta con ilustraciones del artista Fernando Prato.
En el año 2006 edita dos libros: la investigación histórica "Las voces 
del Silencio" y la novela histórica "Tupamaros en París".
Actualmente continúa en su labor como cantautor y difusor de la música 
uruguaya en programas radiales del interior de su país.

## Publicaciones

### Historia
- Introducción al estudio de la historia del sindicalismo uruguayo
- Desde afuera del área (junto a Eduardo Darnauchans)
- Breve historia de Canelones
- La Paz, 130 años forjando su identidad. 1872-2002 (revista)
- Enciclopedia escolar. Mi historia 6º.
- Agenda Artigas 1764- 2001
- Las voces del Silencio
- Uruguayos campeones - Crónicas de 1900 a 1950 (junto a Mario Tonarelli. Arca. 2009)
- Crónicas sindicales (Arca)

º Folklore Duro .- apoya FONAM.- 2013
º La Paz Cuna del Canto y  de cultura- 2015

### Narrativa
- Entre cuentos, historias y canciones (1994)
- Contra el cristal del tiempo
- Mariposas Azules dos
- Azuluna
- Entre historias, cuentos y canciones (ed. Ideas)
- Tupamaros en París

## Discografía
- A su luna a sus canteras (Eco. 1976)
- Destino (Sondor 44205. 1982)
- Nuestra luz (junto a Yamandú Palacios. La Batuta. 1985)
- Hoy le quiero cantar (Amanecer. 1987)
- La bailarata (Ediciones de las lunas cuadradas TA 728. 1991)
- Amigo yo soy cantor (Joma Music. 1995)
- Repasata (Sondor. 1996)
- Canarios y Cía (Ayuí / Tacuabé amg1537-2. 1998)
- Estampas de pueblo (Sondor 8.190-2. 2001)
- En la noche alta (Sondor. 2004)
- Mariposas azules (Sondor. 2006)

º  Nuevas utopías .- Sondor.- 2012.-
º  Arando- 2016- fans de la música.-